# Тома Нелиба
Тома Вацлав Нелиба е чешки и български минен техник и общественик.

## Биография
Роден е на 9 декември 1865 г. в Немска Лота, Австро-Унгария. Завършва средно минно училище в град Пршибрам. През 1893 г. се жени за Амалия Явурек, а на 8 април 1895 г. в град Научище се ражда дъщеря им Мария (Марженка). От 16 юни 1895 г. работи като минен техник в мина „Перник“, след година в Брикетна фабрика. На 7 март 1911 г. е издаден указ, с който му е дадено българско гражданство. По време на Първата световна война е мобилизиран към Мината. През 1915 г. е награден с орден „За гражданска заслуга“ V степен. От 1 юни 1925 г. е назначен за старши минен техник на мини „Перник“, където е пенсиониран на 29 март 1932 г. През 1930-те години влага част от спестяванията си в проучване за каменни въглища в Трънско. Семейството му участва в обществения и културен живот на Перник и чешката колония в София. Умира на 18 март 1943 г. в Перник.